# Andrea Levy
Andrea Doreen Levy (ur. 7 marca 1956 w Londynie, zm. 14 lutego 2019) – brytyjska pisarka.
Była córką emigrantów przybyłych z Jamajki w 1948. Jej dalsi przodkowie byli Afrykańczykami, Żydami i Szkotami. Za swoją powieść Wysepka otrzymała nagrody Orange Prize, Whitbread Book Award i Commonwealth Writers' Prize. W 2009 książka ta doczekała się również adaptacji telewizyjnej.
Zmarła w wyniku choroby nowotworowej.

## Publikacje
- Every Light in the House Burnin' (1994)
- Never Far from Nowhere (1996)
- Fruit of the Lemon (1999)
- Small Island, (2004, wydanie polskie Wysepka 2006[2])
- The Long Song (2010)
- Six Stories and an Essay (2014)